# Druhlice
Druhlice (dříve též Drúhlice) jsou vesnice, část obce Daleké Dušníky v okrese Příbram ve Středočeském kraji. Nachází se asi 1,5 kilometru západně od Dalekých Dušníků. Vesnicí protéká říčka Kocába. Je zde evidováno 57 adres. V roce 2011 zde trvale žilo 169 obyvatel.
Druhlice jsou také název katastrálního území o rozloze 2,24 km².

## Historie

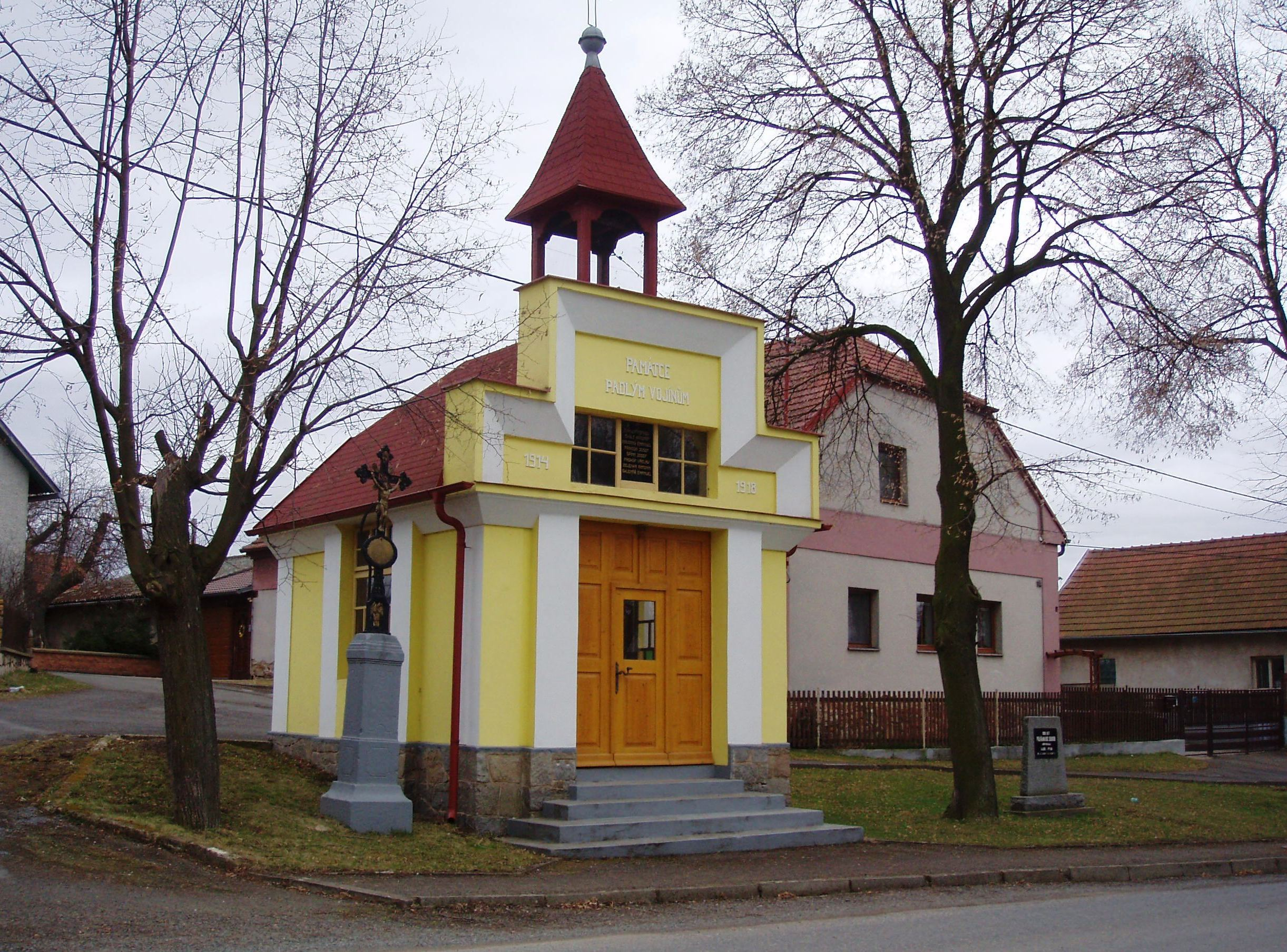
Kaple z roku 1930

První písemná zmínka o vesnici pochází z roku 1325.

## Obyvatelstvo
| Rok            | 1869 | 1880 | 1890 | 1900 | 1910 | 1921 | 1930 | 1950 | 1961 | 1970 | 1980 | 1991 | 2001 | 2011 | 2021 |
| -------------- | ---- | ---- | ---- | ---- | ---- | ---- | ---- | ---- | ---- | ---- | ---- | ---- | ---- | ---- | ---- |
| Počet obyvatel | 211  | 255  | 260  | 237  | 241  | 230  | 245  | 177  | 183  | 155  | 161  | 171  | 187  | 169  | 158  |
| Počet domů     | 35   | 41   | 41   | 41   | 41   | 41   | 48   | 44   | 38   | 39   | 41   | 46   | 51   | 55   | 61   |

## Obecní správa
Při sčítání lidu v letech 1850–1964 Druhlice byly samostatnou obcí, se kterým patřily nejprve do okresu Příbram, ale v roce 1950 v okrese Dobříš a od roku 1960 opět v okrese Příbram. Od 14. června 1964 jsou částí obce Daleké Dušníky v okrese Příbram. V letech 1850–1879 k obci patřil Ostrov.